# Sanarate
Sanarate es un municipio del departamento de El Progreso, en la República de Guatemala. De acuerdo con el censo oficial de 2018, tiene una población de 41.518 habitantes. Sanarate tiene 43 aldeas. Algunas de las más populares son San Miguel Conacaste, El Upayon, Agua Salobrega, Los Izotes y El Monte Grande. El Barranquillo es una de las muchas aldeas que pertenecen a Sanarate, el cual es destacado sus "festividades de la virgen del Rosario" del 28 de octubre al 1 o 2 de noviembre. Sus festividades aumentan debido a un feriado nacional llamado "el día de los santos". Juegos de fútbol, comida, juegos mecánicos esperan al visitante durante estas festividades.
Durante las postrimerías de la época colonial, era llamado «valle de Sanarate», y pertenecía a la parroquia de San Agustín Acasaguastlán.
Tras la Independencia de Centroamérica en 1821, Sanarate pasó a formar parte del circuito de Acasaguastlán del distrito N.°4 (Chiquimula) para la impartición de justicia.  Luego, tras la Reforma Liberal en 1871 fue asignado al departamento de Guatemala, pero este traslado fue efímero, ya que luego fue asignado al departamento de Jalapa, que se creó el 24 de noviembre de 1873.
Finalmente pasó al departamento de El Progreso cuando este fue creado el 13 de abril de 1908 por el gobierno del licenciado Manuel Estrada Cabrera para mejor la administración de la región por donde pasaba el Ferrocarril del Norte de Guatemala. Aunque el departamento fue desmantelado en 1920, Sanarate fue reasignado al mismo cuando este fue creado nuevamente en 1934 por el gobierno del presidente Jorge Ubico.

## Geografía física

### Clima
Características del clima 
La temperatura anual oscila entre 19 y 24 °C.
La precipitación pluvial anual es de 855 mm.
La topografía es muy quebrada, lo que dificulta la agricultura.
Los suelos son poco profundos y de baja fertilidad.
La cabecera municipal de Sanarate tiene clima tropical (Clasificación de Köppen: Aw).
| Parámetros climáticos promedio de Sanarate | Parámetros climáticos promedio de Sanarate | Parámetros climáticos promedio de Sanarate | Parámetros climáticos promedio de Sanarate | Parámetros climáticos promedio de Sanarate | Parámetros climáticos promedio de Sanarate | Parámetros climáticos promedio de Sanarate | Parámetros climáticos promedio de Sanarate | Parámetros climáticos promedio de Sanarate | Parámetros climáticos promedio de Sanarate | Parámetros climáticos promedio de Sanarate | Parámetros climáticos promedio de Sanarate | Parámetros climáticos promedio de Sanarate | Parámetros climáticos promedio de Sanarate |
| Mes                                        | Ene.                                       | Feb.                                       | Mar.                                       | Abr.                                       | May.                                       | Jun.                                       | Jul.                                       | Ago.                                       | Sep.                                       | Oct.                                       | Nov.                                       | Dic.                                       | Anual                                      |
| ------------------------------------------ | ------------------------------------------ | ------------------------------------------ | ------------------------------------------ | ------------------------------------------ | ------------------------------------------ | ------------------------------------------ | ------------------------------------------ | ------------------------------------------ | ------------------------------------------ | ------------------------------------------ | ------------------------------------------ | ------------------------------------------ | ------------------------------------------ |
| Temp. máx. media (°C)                      | 26.4                                       | 28.0                                       | 29.8                                       | 31.1                                       | 30.1                                       | 28.1                                       | 27.2                                       | 28.1                                       | 27.4                                       | 27.0                                       | 26.6                                       | 26.3                                       | 28                                         |
| Temp. media (°C)                           | 20.7                                       | 22.1                                       | 23.7                                       | 25.1                                       | 24.9                                       | 23.8                                       | 23.3                                       | 23.8                                       | 23.3                                       | 22.7                                       | 21.6                                       | 20.9                                       | 23                                         |
| Temp. mín. media (°C)                      | 15.0                                       | 16.2                                       | 17.6                                       | 19.2                                       | 19.8                                       | 19.6                                       | 19.4                                       | 19.5                                       | 19.2                                       | 18.4                                       | 16.7                                       | 15.5                                       | 18                                         |
| Precipitación total (mm)                   | 1                                          | 3                                          | 3                                          | 21                                         | 88                                         | 176                                        | 119                                        | 101                                        | 171                                        | 94                                         | 11                                         | 4                                          | 792                                        |
| Fuente: Climate-Data.org                   |                                            |                                            |                                            |                                            |                                            |                                            |                                            |                                            |                                            |                                            |                                            |                                            |                                            |

### Ubicación geográfica
Sanarate está en el departamento de El Progreso y sus colindancias son:
- Norte: Morazán, municipio del departamento de El Progreso
- Suroeste: San Antonio La Paz, municipio del departamento de El Progreso
- Oeste: San Antonio La Paz,y el departamento de Baja Verapaz
- Este: Guastatoya y Sansare, municipios del departamento de El Progreso
- Sur: Departamento de Guatemala[7]

| Noroeste: Chuarrancho                        | Norte: Morazán y Salamá       |                          |
| Oeste: San José del Golfo San Antonio La Paz |                               | Este: Guastatoya Sansare |
| Suroeste: San Antonio La Paz                 | Sur: Mataquescuintla y Jalapa |                          |

## Gobierno municipal
Los municipios se encuentran regulados en diversas leyes de la República, que establecen su forma de organización, lo relativo a la conformación de sus órganos administrativos y los tributos destinados para los mismos.  Aunque se trata de entidades autónomas, se encuentran sujetos a la legislación nacional y las principales leyes que los rigen desde 1985 son:
| N.º | Ley                                                | Descripción |
| --- | -------------------------------------------------- | --- |
| 1   | Constitución Política de la República de Guatemala | Tiene una regulación legal específica para los municipios en los artículos 253 al 262. |
| 2   | Ley Electoral y de Partidos Políticos              | Ley de carácter constitucional aplicable a los municipios en el tema de la conformación de sus autoridades electas. |
| 3   | Código Municipal                                   | Decreto 12-2002 del Congreso de la República de Guatemala. Tiene la categoría de ley ordinaria y contiene preceptos generales aplicables a todos los municipios, e inclusive contiene legislación referente a la creación de los municipios.             |
| 4   | Ley de Servicio Municipal                          | Decreto 1-87 del Congreso de la República de Guatemala. Regula las relaciones entra la municipalidad y los servidores públicos en materia laboral. Tiene su base constitucional en el artículo 262 de la constitución que ordena la emisión de la misma. |
| 5   | Ley General de Descentralización                   | Decreto 14-2002 del Congreso de la República de Guatemala. Regula el deber constitucional del Estado, y por ende del municipio, de promover y aplicar la descentralización y desconcentración económica y administrativa.                                |

El gobierno de los municipios está a cargo de un Concejo Municipal mientras que el código municipal —ley ordinaria que contiene disposiciones que se aplican a todos los municipios— establece que «el concejo municipal es el órgano colegiado superior de deliberación y de decisión de los asuntos municipales […] y tiene su sede en la circunscripción de la cabecera municipal»; el artículo 33 del mencionado código establece que «[le] corresponde con exclusividad al concejo municipal el ejercicio del gobierno del municipio».
El concejo municipal se integra con el alcalde, los síndicos y concejales, electos directamente por sufragio universal y secreto para un período de cuatro años, pudiendo ser reelectos.
Existen también las Alcaldías Auxiliares, los Comités Comunitarios de Desarrollo (COCODE), el Comité Municipal del Desarrollo (COMUDE), las asociaciones culturales y las comisiones de trabajo. Los alcaldes auxiliares son elegidos por las comunidades de acuerdo a sus principios y tradiciones, y se reúnen con el alcalde municipal el primer domingo de cada mes, mientras que los Comités Comunitarios de Desarrollo y el Comité Municipal de Desarrollo organizan y facilitan la participación de las comunidades priorizando necesidades y problemas.

## Historia
De acuerdo con la crónica de la arquidiócesis de Guatemala que publicó el arzobispo Pedro Cortés y Larraz en 1770, en  1768 este lugar era llamado «valle de Sanarate», y pertenecía a la parroquia de San Agustín Acasaguastlán.

### Tras la Independencia de Centroamérica
La constitución del Estado de Guatemala promulgada el 11 de octubre de 1825 estableció los circuitos para la administración de justicia en el territorio del Estado;  en dicha constitución se menciona que Sanarate pertenecía entonces al circuito de Acasaguastlán del distrito N.°4 (Chiquimula) junto con San Agustín, Acasaguastlán, Tocoy, Magdalena, Agua Blanca, Chimalapa, San Clemente y Guastatoya.
En 1846, cuando era parte del departamento de Guatemala, se creó el primer escudo de la localidad, por lo que ese año se considera el año de fundación del municipio.

### Fundación del distrito de Jalapa

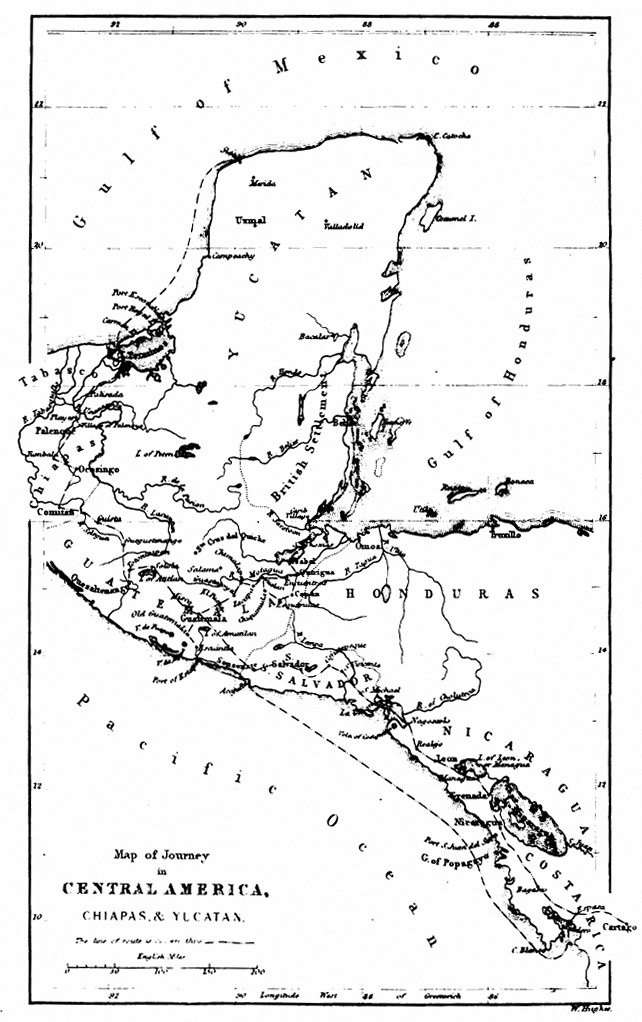
Mapa de Guatemala en 1839, elaborado por el arquitecto británico Frederick Catherwood, quien visitó Guatemala en compañía del explorador estadounidense John Lloyd Stephens en comisión del presidente de los Estados Unidos, Martin Van Buren.

La República de Guatemala fue fundada por el gobierno del presidente capitán general Rafael Carrera el 21 de marzo de 1847 para que el hasta entonces Estado de Guatemala pudiera realizar intercambios comerciales libremente con naciones extranjeras. El 25 de febrero de 1848 la región de Mita fue segregada del departamento de Chiquimula, convertida en departamento y dividida en tres distritos: Jutiapa, Santa Rosa y Jalapa.  Específicamente, el distrito de Jalapa incluyó Jalapa como cabecera, Sanarate, Sansaria, San Pedro Pinula, Santo Domingo, Agua Blanca, El Espinal, Alzatate y Jutiapilla, quedando separado del distrito de Jutiapa por el río que salía del Ingenio hasta la laguna de Atescatempa.
Debido a que para formar los distritos de Jalapa y Jutiapa se tomaron algunos pueblos de Chiquimula y Escuintla, al suprimirse dichos distritos por el decreto del Gobierno del 9 de octubre de 1850, volvieron a los departamentos de donde se habían segregado, por lo que Sanarate retornó a su anterior condición de dependencia de Guatemala.

### Tras la Reforma Liberal: creación del departamento de Jalapa

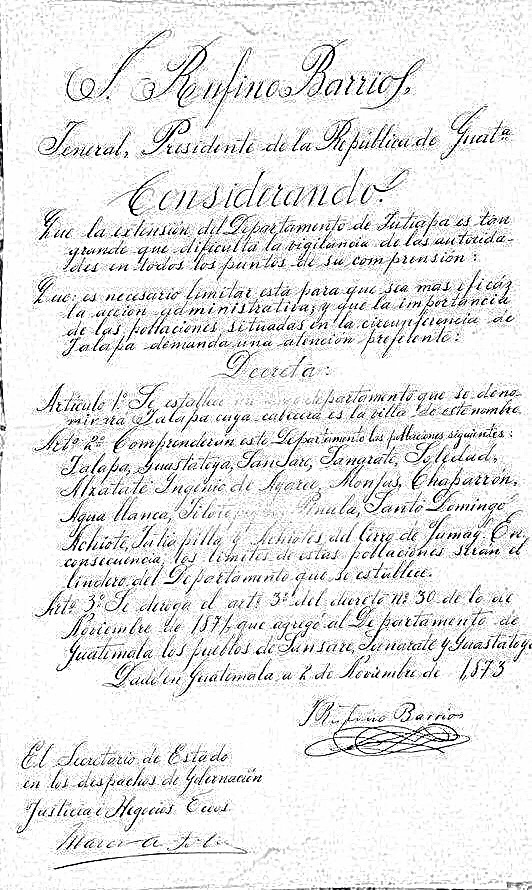
Facsímil del decreto de creación del Departamento de Jalapa en 1873.

Tras el triunfo de la Reforma Liberal de 1871, el gobierno de facto del presidente provisorio Miguel García Granados en el decreto N.º 30 del 10 de noviembre de 1871 agregó al Departamento de Guatemala los pueblos de Sansare, Sanarate y Guastatoya.  Sin embargo, esta cambio fue efímero, ya que el 24 de noviembre de 1873 se estableció el nuevo departamento de Jalapa, por Decreto número 107, siendo Presidente de la República de Guatemala el General Justo Rufino Barrios; Barrios creó el nuevo departamento debido a la gran extensión del departamento de Jutiapa, lo que dificultaba la vigilancia de las autoridades.  Sanarate fue parte del nuevo departamento, junto con Jalapa, Guastatoya, Sansare, Soledad, Alzatate, Ingenio de Ayarce, Monjas, Chaparrón, Agua Blanca, Jilotepeque, Pinula, Santo Domingo, Achiote, Jutiapilla, y Achiotes del Cerro de Jumay.
Luego, el 22 de octubre de 1888 el gobierno del general Manuel Lisandro Barillas Bercián autorizó que se realizara una feria del 9 al 11 de noviembre de cada año con motivo de la fiesta titular, para promover la economía de la localidad.

### Creación del departamento de El Progreso
El municipio de Sanarate pertenecía al departamento de Baja Verapaz antes de que el decreto 683 del 13 de abril de 1908 del gobierno del licenciado Manuel Estrada Cabrera creara el Departamento de El Progreso.  El decreto de fundación decía que por la actividad comercial suscitada en los puntos por donde la vía férrea interoceánica pasaba se requería la más próxima vigilancia de las autoridades no sólo para conservar el orden sino para encauzar las diversas corrientes del adelanto a un fin común se creó el departamento de El Progreso comprendiendo los siguientes municipios: Cabañas, Acasaguastlán, Morazán, Sanarate, San Antonio La Paz, San José del Golfo, Guastatoya, Sansaria y las aldeas que están al noroeste de Chiquimula formando la mitad de dicho municipio.
Tras el derrocamiento de Estrada Cabrera en abril de 1920, el departamento se suprimió por el decreto gubernativo No. 756 del 9 de junio de 1920 del gobierno de Carlos Herrera y Luna, por no llenar las aspiraciones que el gobierno tuvo en mira para su creación, volviendo los municipios que lo conformaban a los departamentos a que pertenecían, con excepción de Guastatoya que formó parte de Guatemala.
El gobierno del general Jorge Ubico emitió el decreto legislativo de 1965 del 3 de abril de 1934 por medio del cual se creó de nuevo el Departamento de El Progreso retornando nuevamente al municipio de Sanarate al mismo. 
Hasta el gobierno del coronel Jacobo Arbenz Guzmán (1951-1954), el principal medio de transporte en Guatemala era el ferrocarril interoceánico, el cual era administrado por la International Railways of Central America (IRCA), subsidiaria de la United Fruit Company. El último año que IRCA reportó una ganancia fue en 1957.  En 1959, la carretera al Atlántico desde la Ciudad de Guatemala hasta Puerto Barrios fue inaugurada, lo que dio como resultado que los camiones obligaran al tren a reducir sus tarifas, además de que perdió mucha clientela.

### Cementos Progreso
En 1898 se fundó Cementos Novella gracias al impulso que les diera el entonces presidente Manuel Estrada Cabrera; esta empresa comenzó operaciones en finca La Pedrera en las afueras de la Ciudad de Guatemala y en su cantera el gobierno de Estrada Cabrera mandaba a los presos políticos a realizar trabajos forzados.
Hasta el gobierno del coronel Jacobo Arbenz Guzmán (1951-1954), el principal medio de transporte en Guatemala era el ferrocarril interoceánico, el cual era administrado por la International Railways of Central America (IRCA), subsidiaria de la United Fruit Company. El último año que IRCA reportó una ganancia fue en 1957.  En 1959, la carretera al Atlántico desde la Ciudad de Guatemala hasta Puerto Barrios fue inaugurada, lo que dio como resultado que los camiones obligaran al tren a reducir sus tarifas, además de que perdió mucha clientela.
En la década de 1970 en Finca San Miguel, Sinaca, se construyó la segunda planta de Cementos Progreso, convirtiéndose en el principal centro económico del municipio.